# Iassus notatus
Iassus notatus är en insektsart som beskrevs av Kuoh 1986. Iassus notatus ingår i släktet Iassus och familjen dvärgstritar. Inga underarter finns listade i Catalogue of Life.